# جونگ‌سون
جونگ‌سون (به کره‌ای: 정선읍) یک شهرک در شمال‌شرق کره جنوبی (شرق شبه‌جزیره کره) است که در تابعیت شهرستان جونگ‌سون، استان گانگوون قرار دارد. این شهرک مرکز شهرستان جونگ‌سون نیز می‌باشد.

## تاریخ
در‌ ژوئیه سال ۱۹۷۳ میلادی، «قصبهٔ جونگ‌سون» به شهرک ارتقأ یافت.

## تقسیمات اداری
شهرک جونگ‌سون به ۱۲ روستای تابعه تقسیم شده است. مرکز اداری این شهرک، به اصطلاح، «روستای بونگیانگ» نام دارد.
| - اِه‌سان (애산리، Aesan-ri) - بوک‌شیل (북실리، Buksil-ri) - بونگیانگ (봉양리، Bongyang-ri) - دوک‌سونگ (덕송리، Deoksong-ri) - دوگو (덕우리، Deogu-ri) - شین‌وول (신월리، Sinwol-ri) | - گاسو (가수리، Gasu-ri) - گوانگها (광하리، Gwangha-ri) - گیولام (귤암리، Gyulam-ri) - هوئدونگ (회동리، Hoedong-ri) - یوتان (여탄리، Yeotan-ri) - یونگتان (용탄리، Yongtan-ri) |